# Ulica Władysława Orkana w Rabce-Zdroju

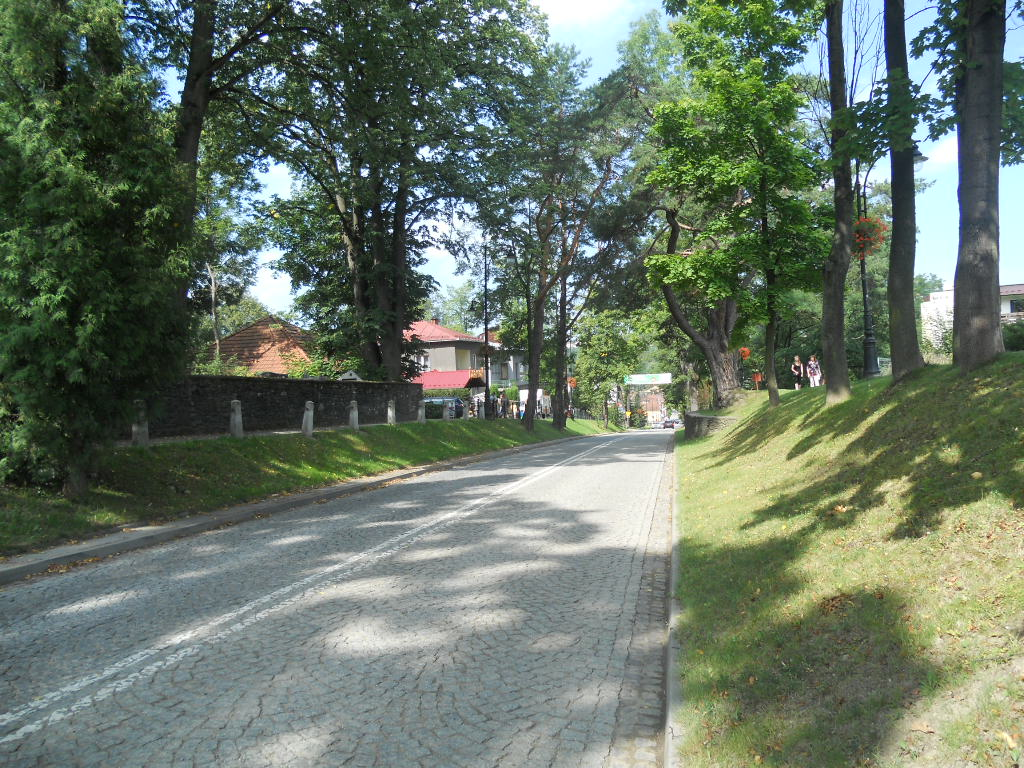
Fragment ulicy W. Orkana obok Starego Cmentarza z widokiem na Sosnę – pomnik przyrody (2012)

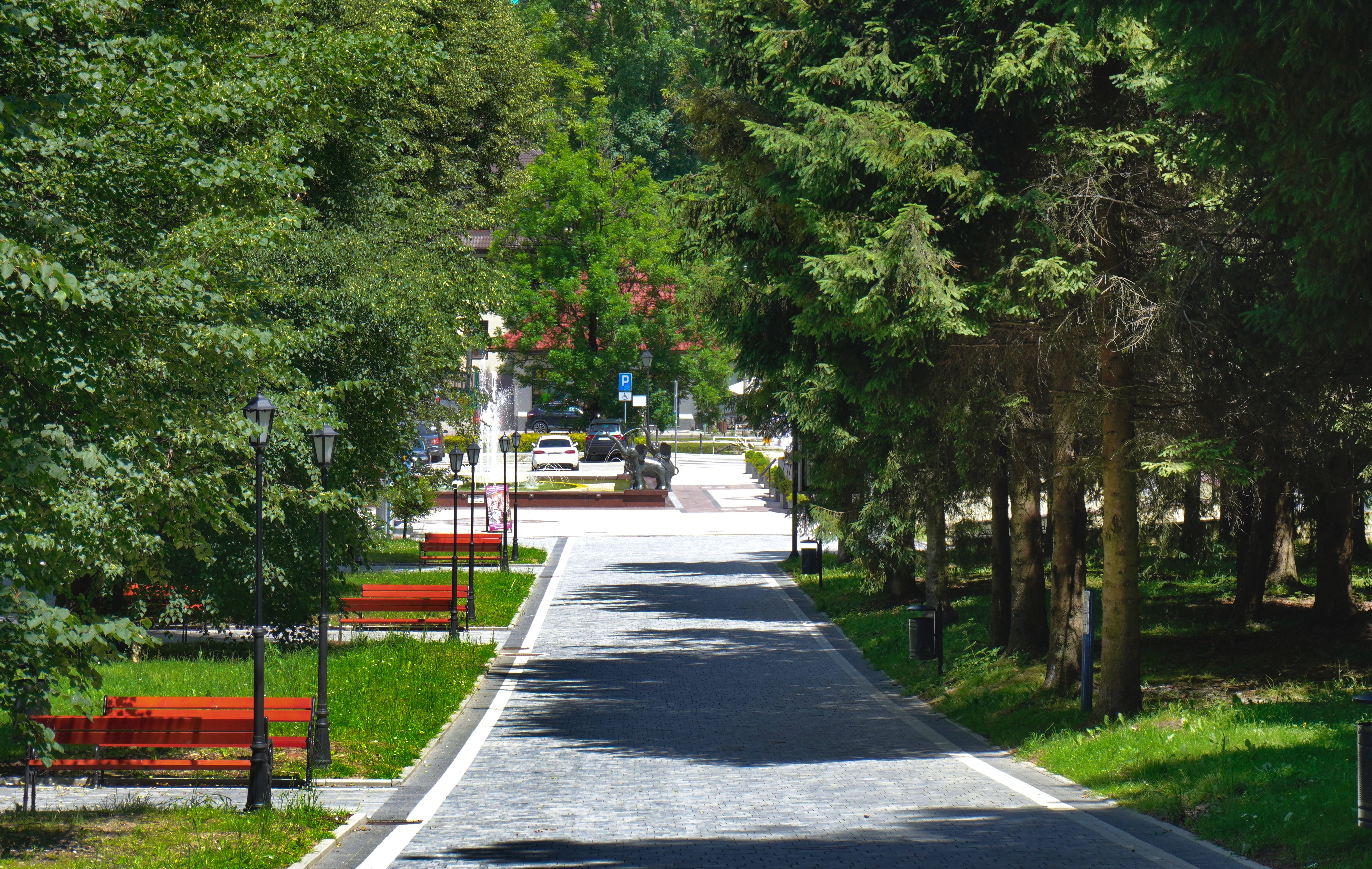
Odcinek ulicy w rejonie Zakładu Przyrodoleczniczego, deptak

Ulica Władysława Orkana (przed 1963 Biała Aleja) – jedna z ważniejszych ulic w Rabce-Zdroju położona w centrum uzdrowiska. Zaczyna się przy Starym Kościółku (od ulicy Sądeckiej) zaś kończy się przy Fontannie Siedmiu Słoni. Na ostatnim odcinku droga jest zamknięta dla samochodów. 

## Historia
Historia owej drogi sięga XIX wieku, kiedy przy budowie uzdrowiska wykonano deptak uzdrowiskowy później nazwany „Biała Aleja”. Jednak na podpisach wielu zdjęć z początku XX wieku jest napisane „Droga do Zdroju”, bo tak też potocznie była nazywana. W 1963 roku, dla potrzeb rozrastającego się uzdrowiska i zwiększającej się liczby samochodów, przebudowano alejkę spacerową na ulicę, jednocześnie zostawiając dosyć szeroki deptak wzdłuż całej ulicy. Obecnie większość ulicy pokrywa nawierzchnia brukowa, budowana od początku XXI wieku. Docelowo ma ona się znajdować na całej długości przejezdnej części ulicy.

## Galeria

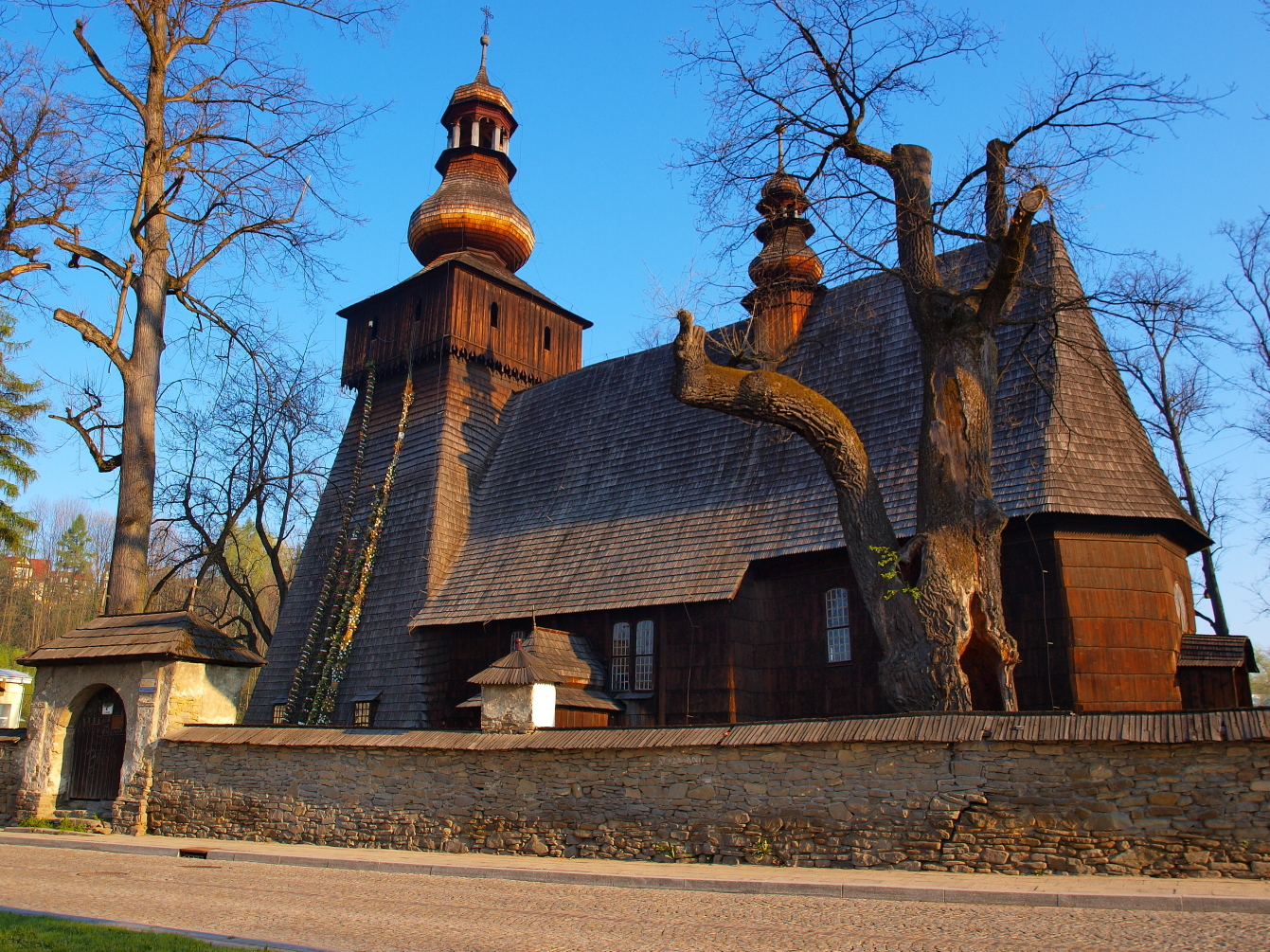
Muzeum im. Orkana (Ulica Orkana 2)
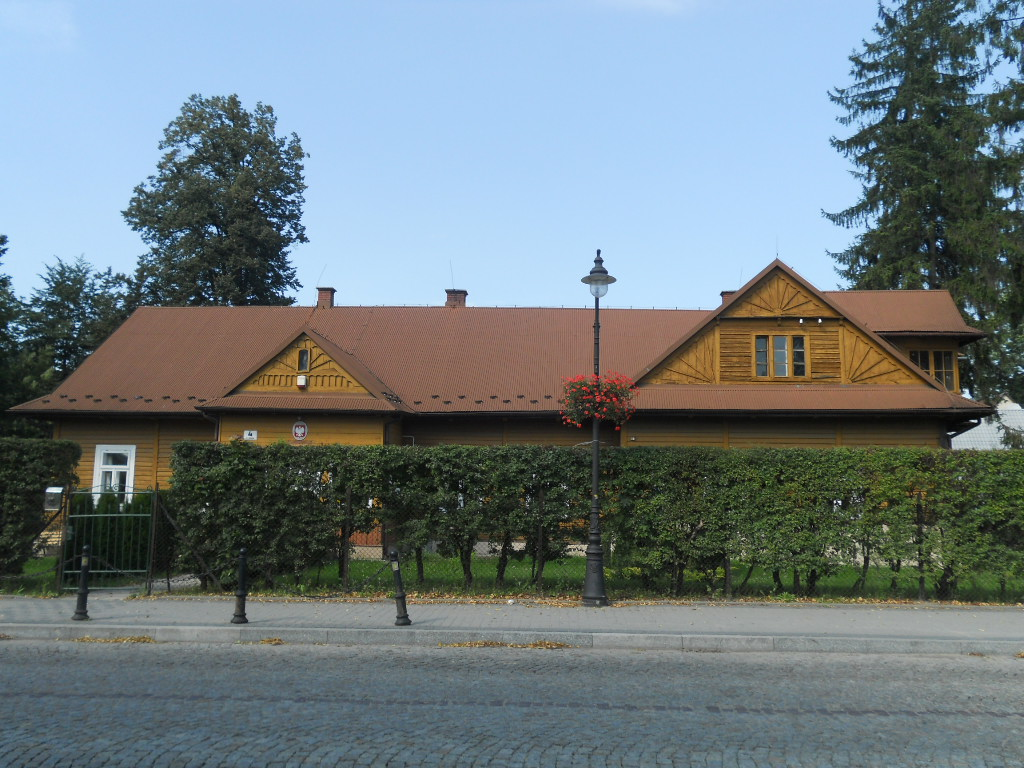
Stara Plebania (Ulica Orkana 4)
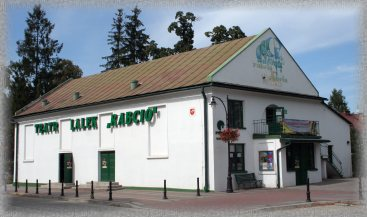
Teatr Lalek Rabcio (Ulica Orkana 6)
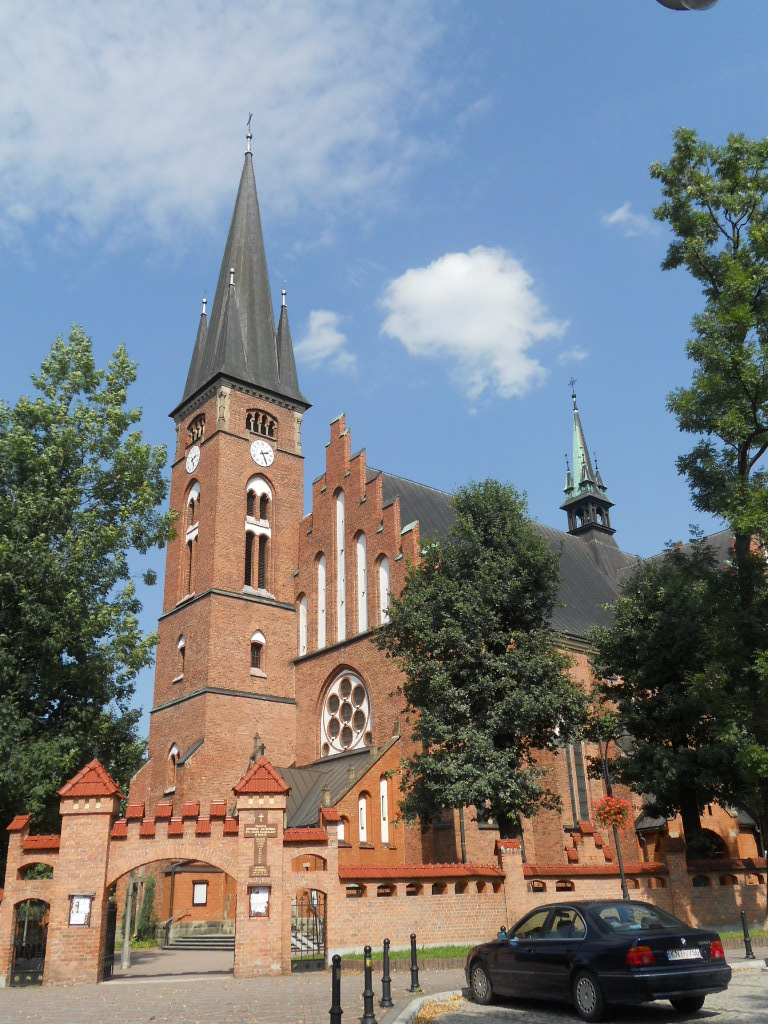
Kościół św. Marii Magdaleny (Ulica Orkana 8)
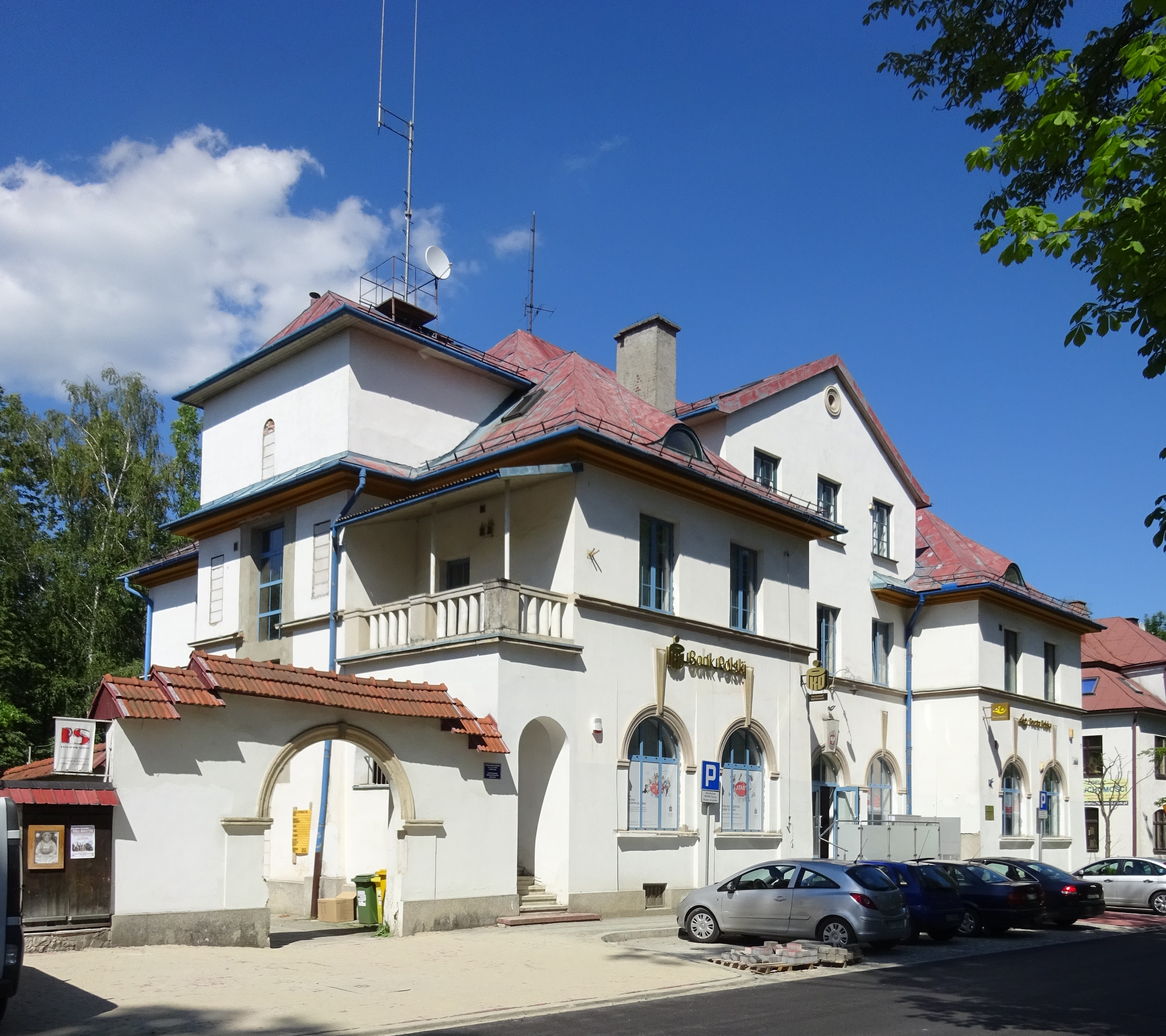
Budynek Poczty (Ulica Orkana 22)
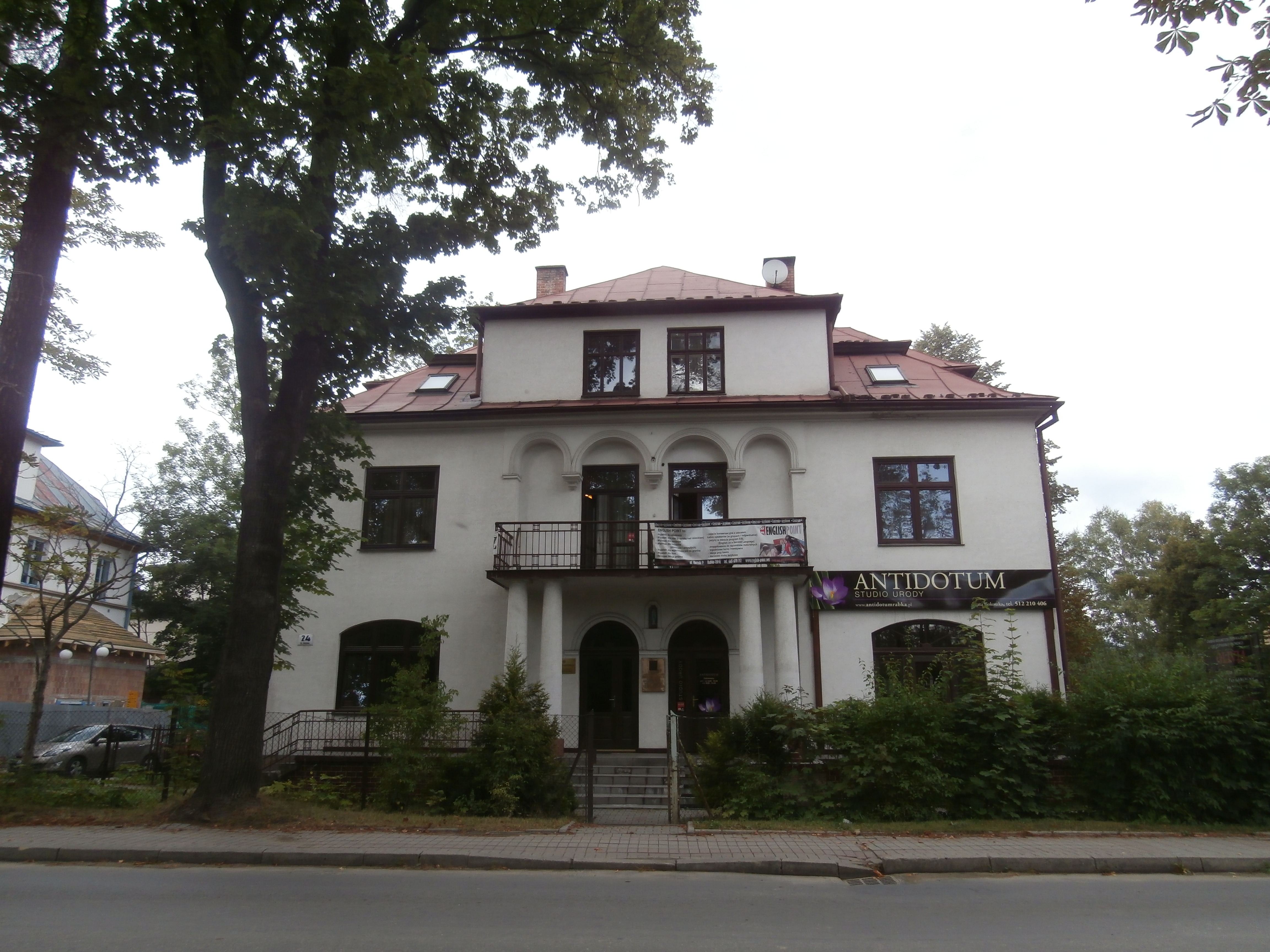
Willa Biały Dworek (Ulica Orkana 24)
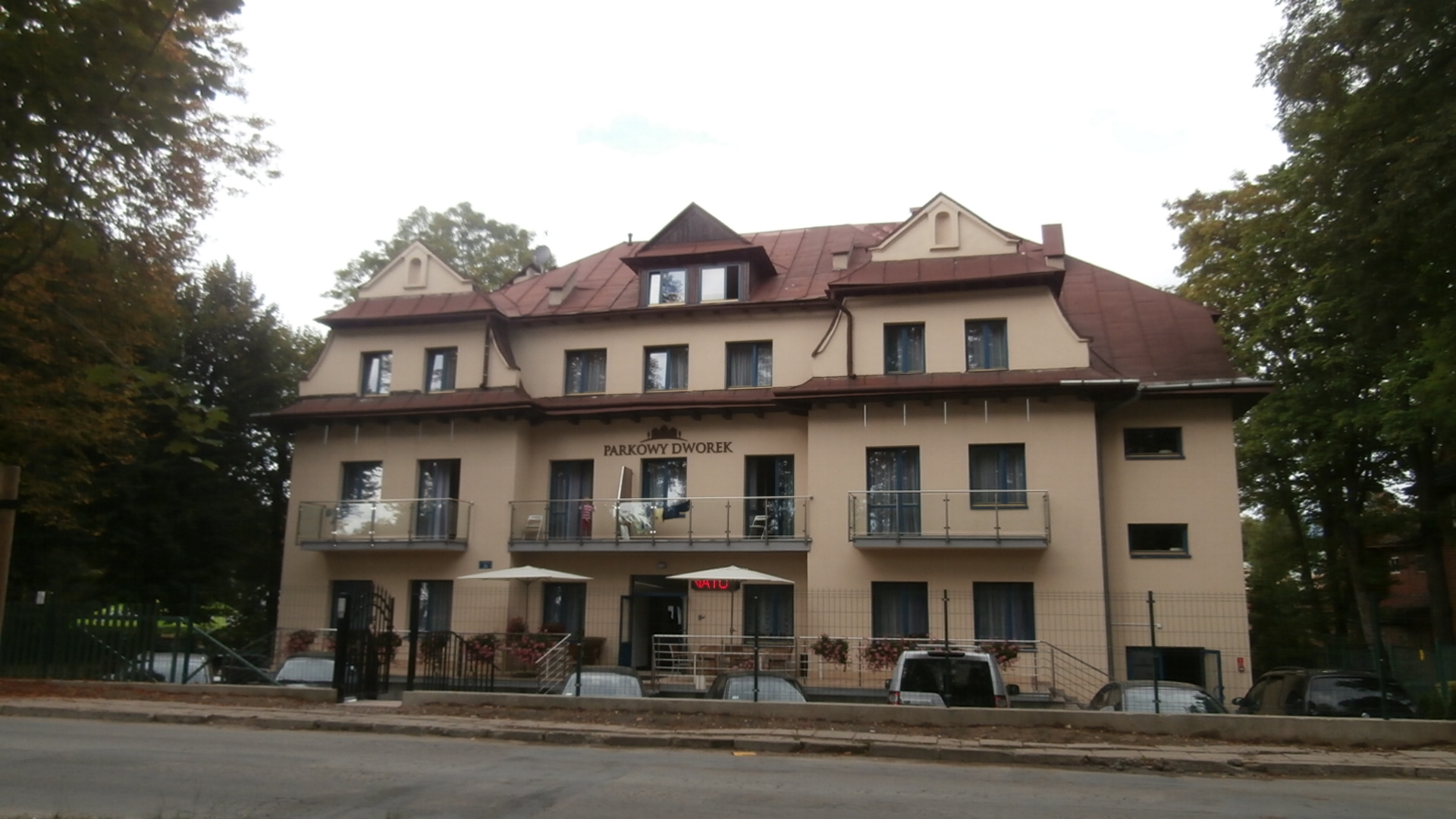
Willa Parkowy Dworek (Ulica Orkana 26)
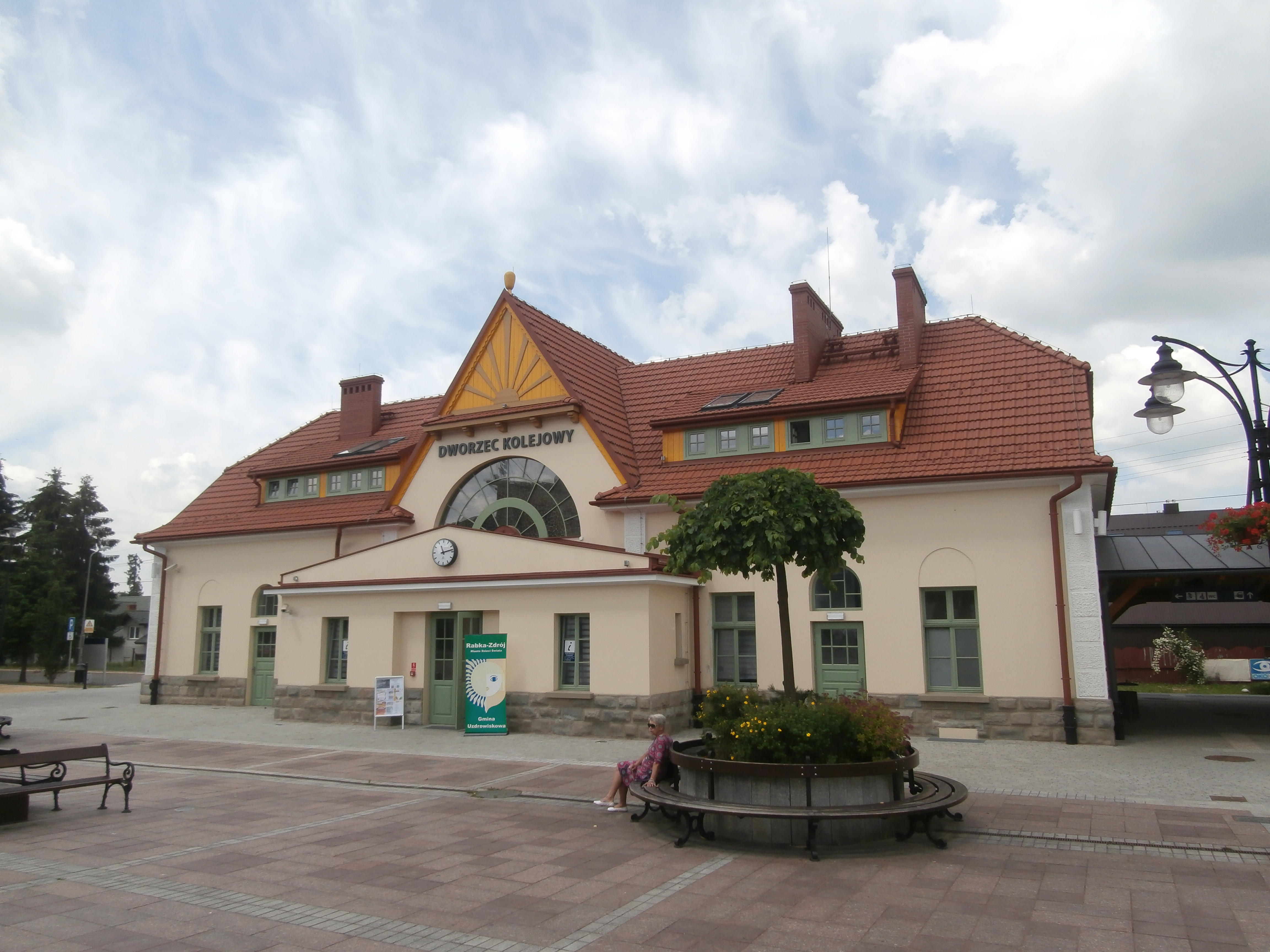
Stacja Kolejowa (Ulica Orkana 27)
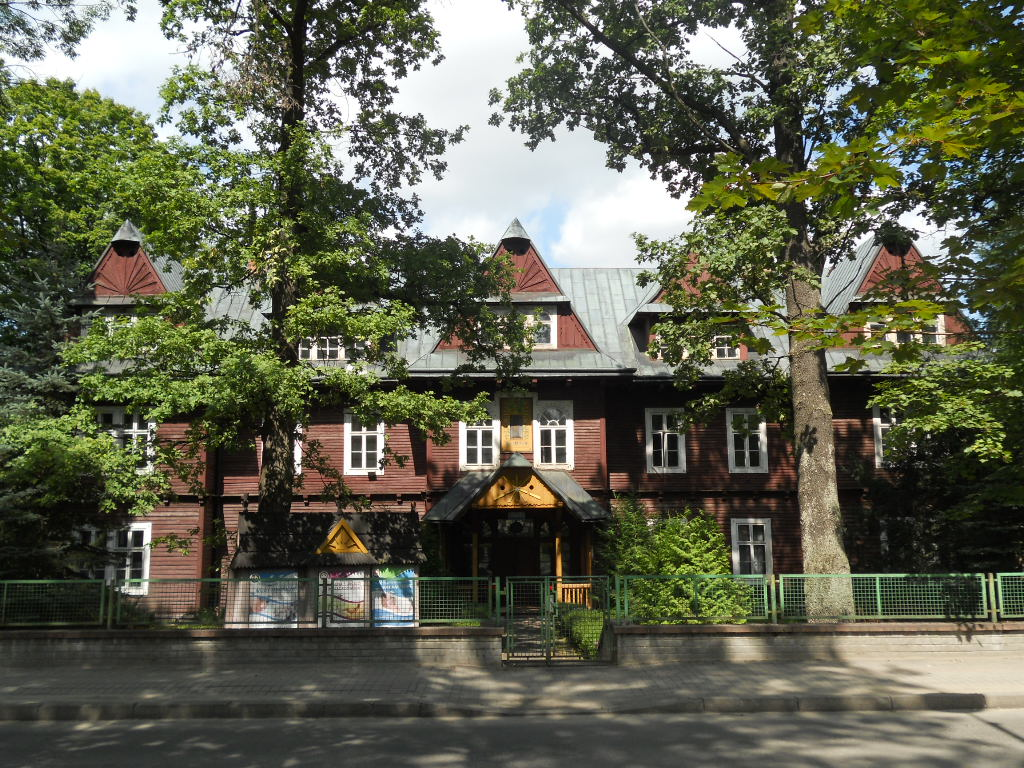
Willa Pod św. Józefem (Ulica Orkana 28)
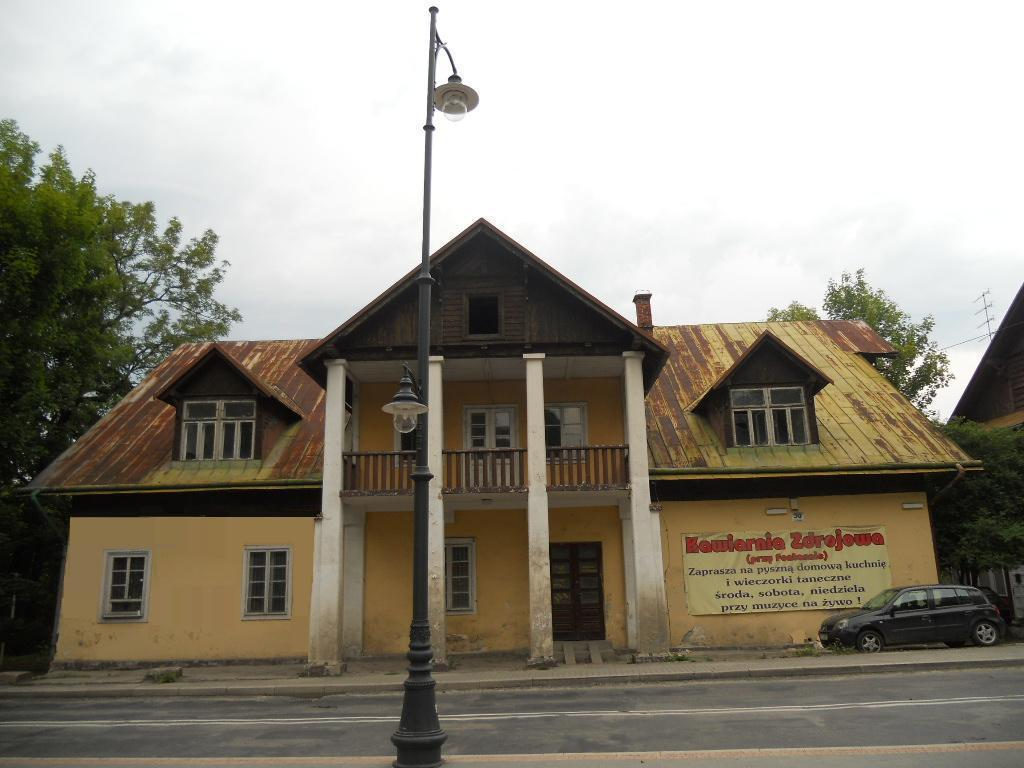
Willa Pod Trzema Różami (Ulica Orkana 30)
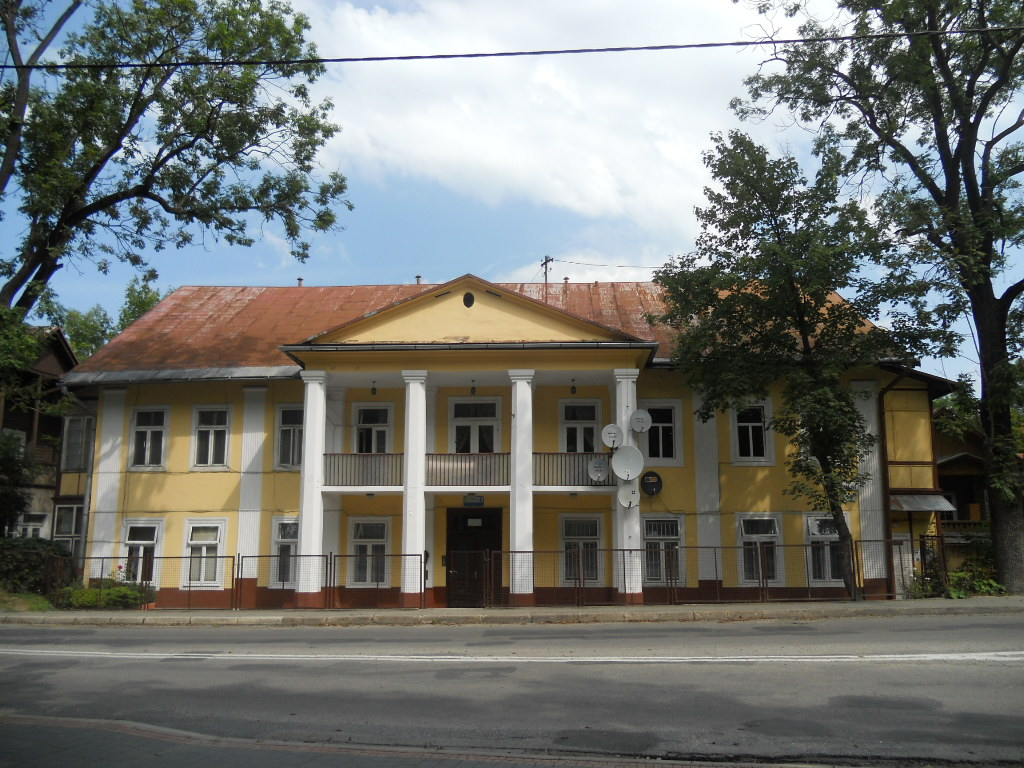
Willa Luboń (Ulica Orkana 32)
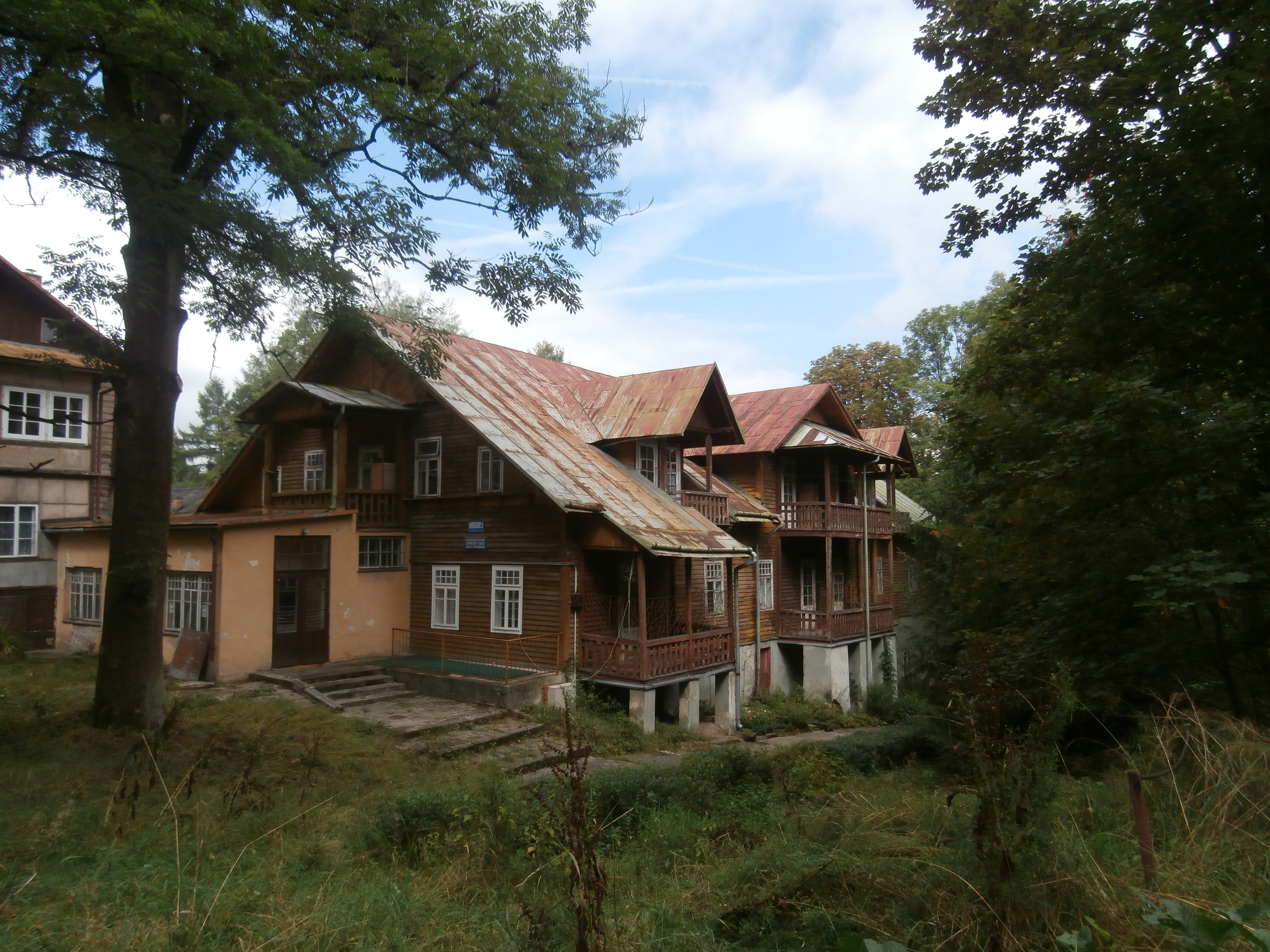
Willa Pod Orłem (Ulica Orkana 34)
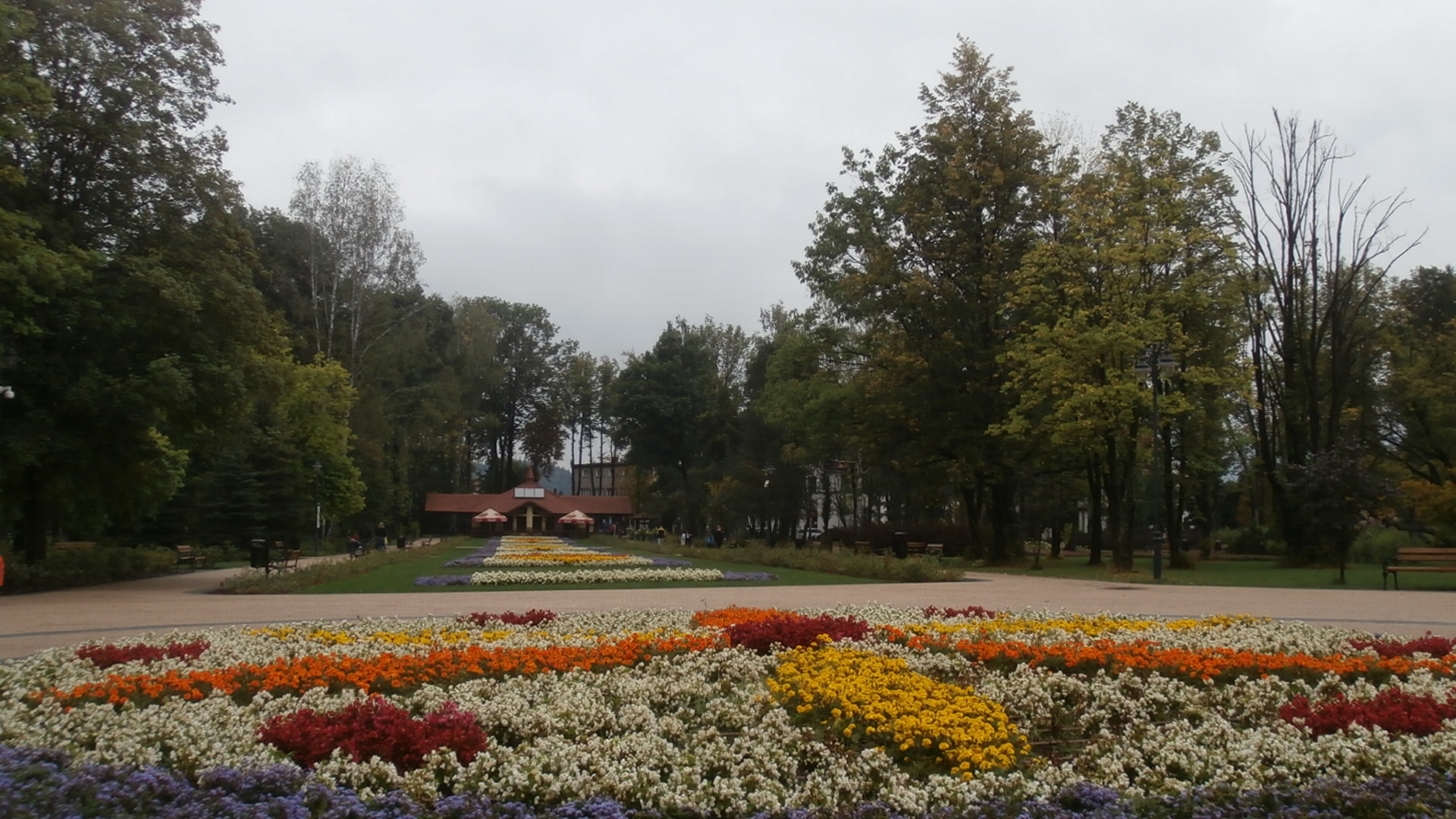
Park Zdrojowy i Kawiarnia Parkowa (Ulica Orkana 41)
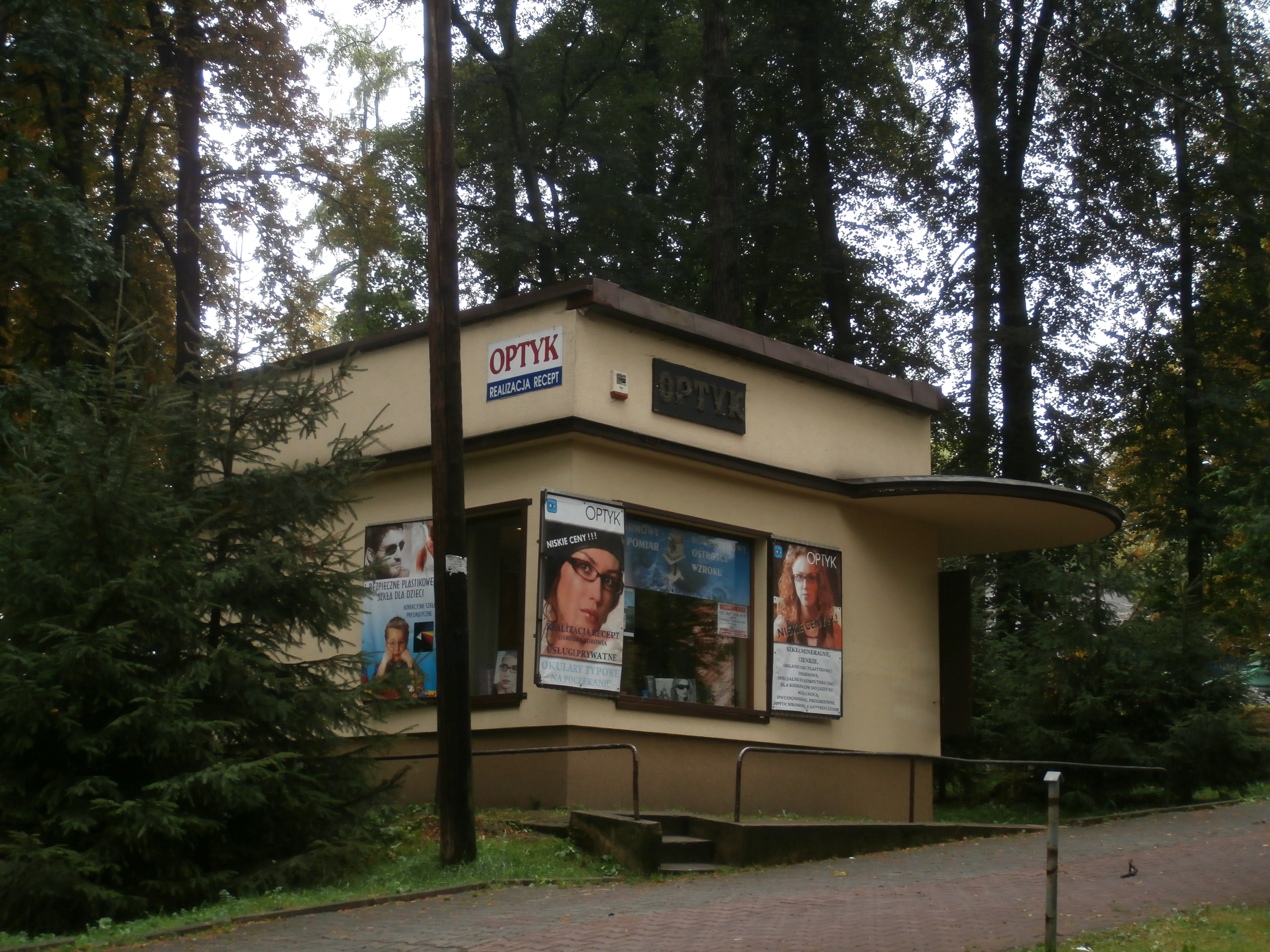
Stary kiosk z okresu lat 30 XX wieku
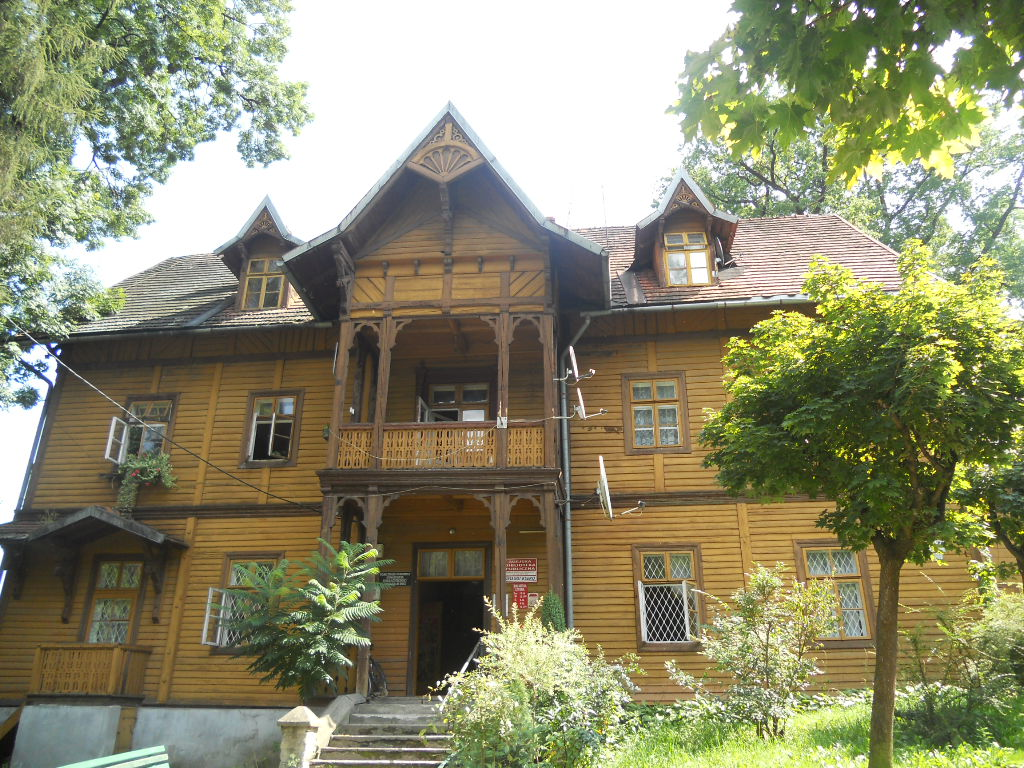
Willa Warszawa (Ulica Orkana 47)
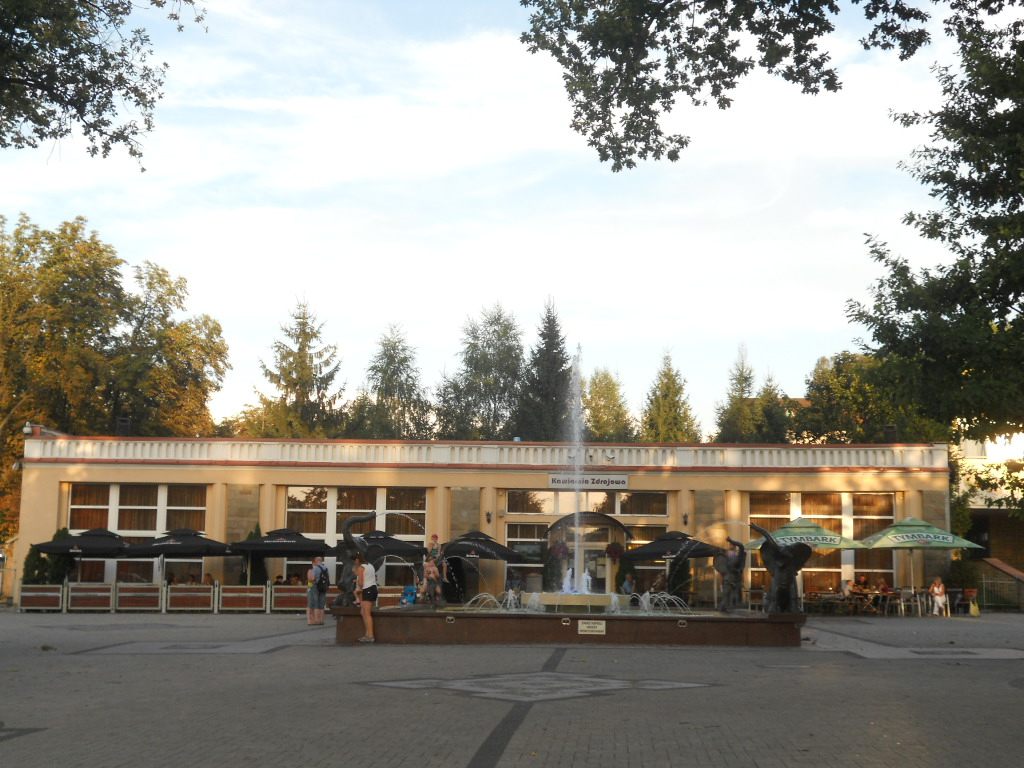
Kawiarnia Zdrojowa (Ulica Orkana 51)